# Maaninkajärvi (sjö i Posio, Lappland, Finland)
Maaninkajärvi eller Maanninkajärvi är en sjö i Finland. Den ligger i kommunen Posio i landskapet Lappland, i den norra delen av landet, 700 km norr om huvudstaden Helsingfors. Maaninkajärvi ligger 312,3 meter över havet. Arean är 1,29 kvadratkilometer och strandlinjen är 10,66 kilometer lång. Sjön  ingår i Koundaälvens huvudavrinningsområde. 